# Pandanus sigmoideus
Pandanus sigmoideus là một loài thực vật có hoa trong họ Dứa dại. Loài này được H.St.John ex B.C.Stone miêu tả khoa học đầu tiên năm 1972 publ. 1974.